# Lepidogyne longifolia
Lepidogyne longifolia är en orkidéart som först beskrevs av Carl Ludwig von Blume, och fick sitt nu gällande namn av Carl Ludwig von Blume. Lepidogyne longifolia ingår i släktet Lepidogyne och familjen orkidéer. Inga underarter finns listade i Catalogue of Life.